# Johan Perwe

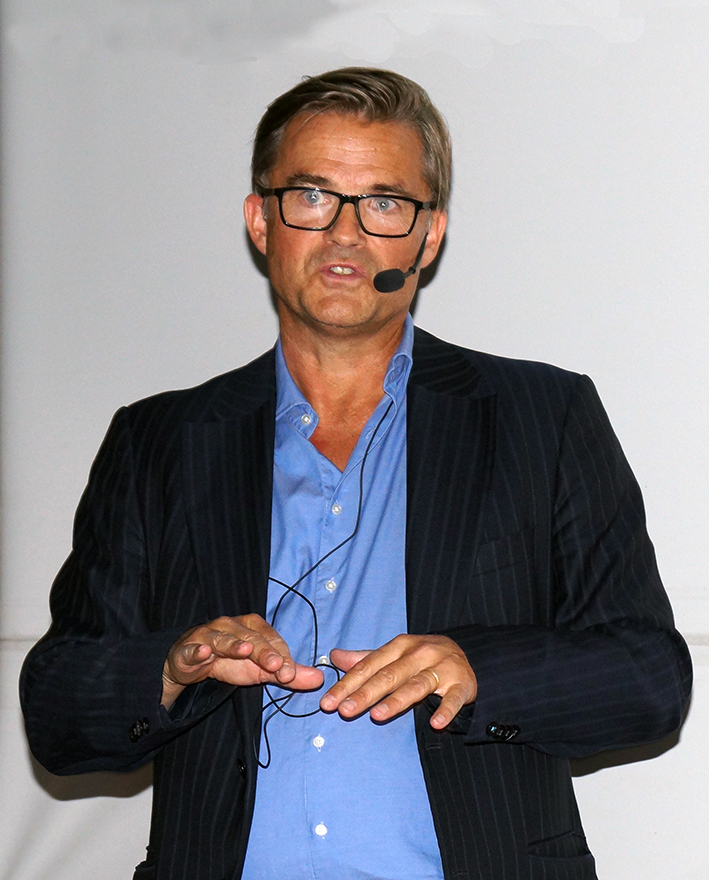
Författaren Johan Perwe föreläser. (Foto: Björn Holmberg)

Johan Perwe, född 20 september 1964 i Norrköping, är författare, journalist och historiker med särskilt intresse för svensk-tyska förbindelser, nazistiska grupperingar, hjälpverksamhet och motståndsarbete under 1930-talet och andra världskriget. 
Johan Perwe har en fil. kand i historia från Stockholms Universitet och journalistexamen från JMG i Göteborg. Vid sidan om sitt författarskap arbetar han som pressansvarig och researcher vid myndigheten Forum för levande historia i Stockholm. 

## Utställningar
- Righteous Among Nations. Textproduktion till utställning om svenskar som räddade judiska flyktingar under Förintelsen. Stockholm 2011.
- Motstånd. Textproduktion till utställning om olika typer av motstånd mot den nazityska regimen. Forum för levande historia, Stockholm 2020.
- Medlöperi och Motstånd. Textproduktion till utställning om nazismen i Norrköping, nu och då. Norrköpings Stadsmuseum, 2020-2022. Nu även tillgänglig i digital version.